# Pitztal

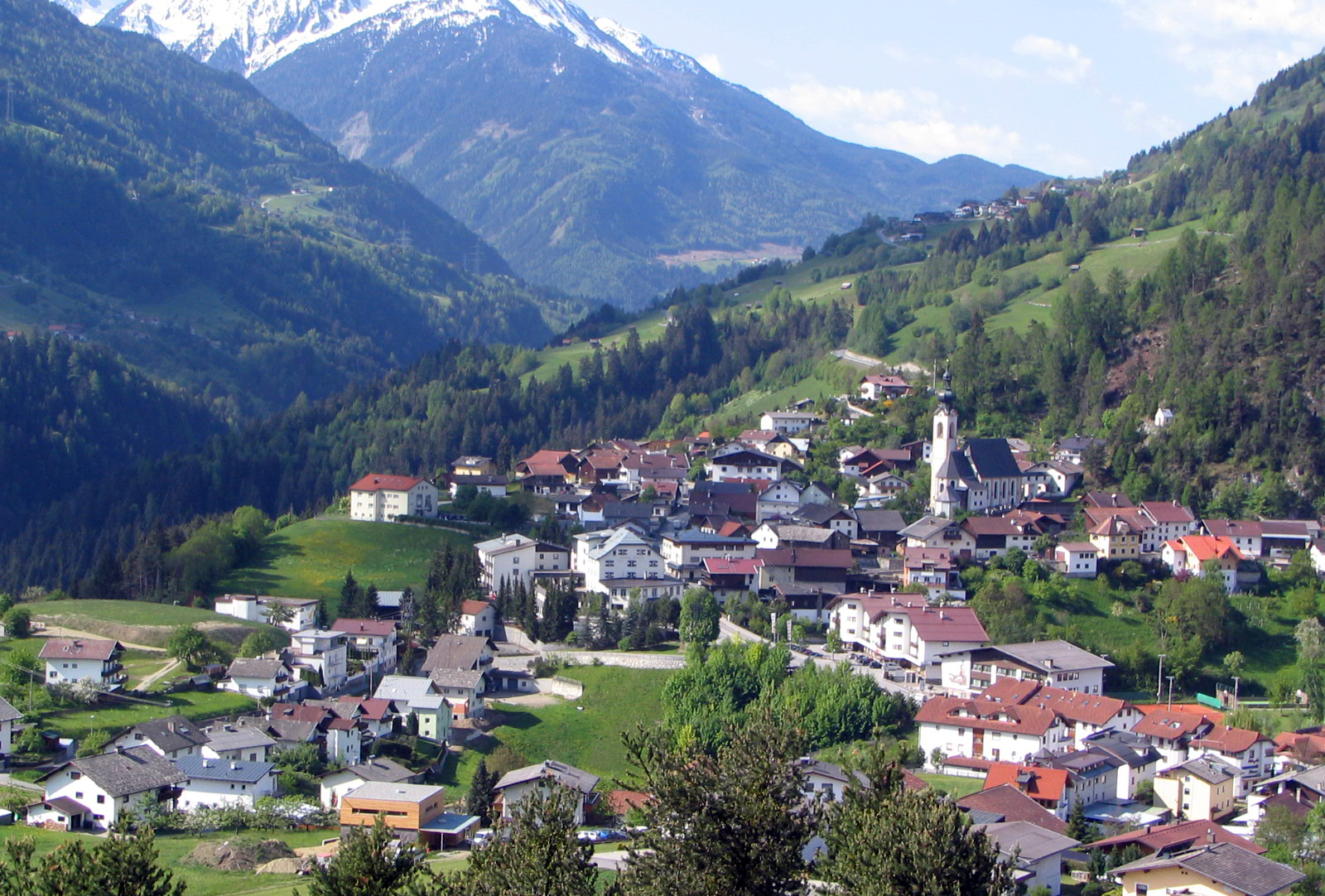
Pitztal Valle desde Arzl im Pitztal (Tirol, Austria).

El Pitztal es un valle alpino situado en el Tirol, Austria. El Pitztal es un valle de ladera sur del Inntal superior, y se extiende entre los valles de Ötztal (al este) y Kaunertal (al oeste). El río Pitze fluye a lo largo del valle y desemboca en el lago Rifflsee (2232 m de altitud) al oeste del curso superior; su caudal medio es de 2.7 m³/s. La parte más alta del río produce la cascada de Gries.
La actividad económica principal del valle es la agricultura y el turismo. Una de las principales atracciones es el funicular subterráneo de Pitztal, que traslada a los pasajeros de Mittelberg (1736 m) al pico Mittelbergferner (3570 m). Entre los pueblos situados en el valle se encuentran Wenns (962 m), Sankt Leonhard im Pitztal (1366 m) y Arzl im Pitztal (880 m).
En 2019, está en marcha un proyecto integral de fusión del glaciar Pitztal-Ötztal y sus zonas asociadas. El proyecto implica, entre otras cosas, la nivelación de una zona de unas 64 hectáreas del glaciar Pitztal, el más alto del Tirol, para formar pistas de esquí.